# 浦志强
浦志強（1965年1月17日—），河北唐山市灤縣人，中國著名維權律師，也是六四天安门事件廣場絕食活动的參與者之一，曾為北京市華一律師事務所律師、執行合夥人，自稱哈兒、哈某（愣頭青、傻瓜蛋之意）。
浦志强積極主張廢除勞動教養制度、妥善解決六四天安门事件。常代理維權辯護案件，案件以涉及公民权利为多。浦志强曾经因参与调查多起案件而数次遭到中国警方逮捕，例如著名的譚作人案、艾未未案，但均全身而退。他於2013年2月6日公開實名舉報前中共中央政治局常委周永康，要求中共高层清算周及其在任时的政法委系統十年維穩的問題，並支持政府建立一個切實的法治社會和憲政体制。2014年6月13日，因为涉嫌寻衅滋事罪、非法获取公民个人信息罪被北京市公安局逮捕，2015年12月被判有期徒刑3年、缓刑3年，翌年4月12日被北京市司法局吊銷其執業律師資格。2020年12月10日，浦志强就五年前被定罪的煽动民族仇恨罪和寻衅滋事罪向北京市第二中级人民法院进行申诉，并获得受理。

## 生平
浦志强出生在河北唐山市灤縣，排行最后，有2位哥哥、2位姐姐。他幼時就被舅舅收養為獨子。文化大革命時期，因為養父家曾是富農，經常挨批鬥、掛牌子站街，浦志強則給養父送飯。
1982年進入南開大學歷史系，加入“魯迅國民性研討會”，1986年畢業後，被分配於河北省物資學校任歷史教師。1991年畢業於中國政法大學，獲法學碩士。1993年取得經濟師職稱，1995年取得律師資格，1997年浦志強32歲才半路出家當起律師。起步時律師執業工作領域所涉及的主要是商業性質的法律案件，包括涉及金融、房地產、民事侵權法、企業破產法、反不正當競爭法和反壟斷法等法律服務領域。2000年至2003年曾在北京廣播學院法律系任教。
2003年，浦志強的名字開始進入公眾視野。他代理了一系列名譽侵權案件，其中包括轟動一時的「中國農民調查」一案。該書上市後，在中國國內與國際間獲得廣泛迴響，但書中所涉的阜阳市政协副主席张西德隨後將作者與出版社告上法庭，官方也加以查禁。在得知作者陳桂棣夫婦被控告後，浦志強主動聯絡對方並成為這件案子的辯護律師。

### 八九學運

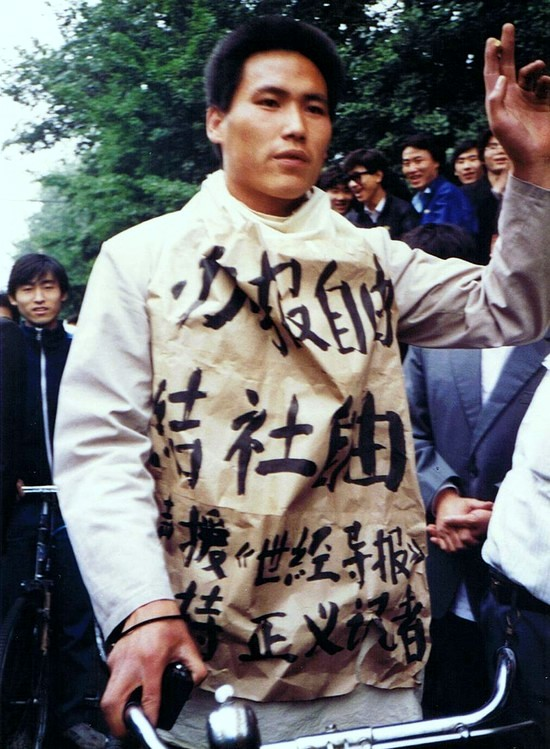
1989年5月10日，浦志强在北京参加游行活动以争取言论自由

浦志強回憶：「1989年6月3日我在廣場，算是許個願吧，如果可以活著出去，以後每年都要回來看看。」自1989年起，每年6月3日，浦志強都親自到天安門廣場，每年親自給失去孩子的天安門母親丁子霖教授打電話。自稱20年前不懂政治的浦志強解釋，其中的關鍵就在於複雜的利益與政治派系問題，地方政府看準了執政者既要有親民形象、又不想做太多改革的心理，因此敢於做出許多令外界難以想像的事。

### 律師維權
浦志強曾在北京公開演講表示，中國律師工作環境很差，不可能做到「清廉如水」，因為中國社會就是一潭污水。問題癥結之一是中國司法制度缺少獨立性，導致很多法律工作者，包括律師、法官、辦案人員，不得不為自己的生存各顯神通。代理維權案件，浦志強也多次遭到中共當局壓迫，例如：2010年10月10日，浦志強在北京與法國世界報記者約六點鐘面談關於劉曉波獲諾貝爾和平獎的事情，有中共國保人員出面阻攔，根據浦志強的描述，他並未聽從國保勸阻，之後浦便與外界失去聯繫。
維權案件（部分）
- 2013年-温州於其一双规期间被刑讯逼供致死案。
- 2013年-与张雪忠、斯伟江、杨金柱、杨学林、周泽、张培鸿等律师一同参与刘萍、魏忠平、李思华新余三公民案件。
- 2013年-唐慧劳教案
- 2011年-艾未未稅務案件[12]
- 2011年-任建宇勞教案
- 2009年-譚作人案
- 2008年-河南沁陽八村民檢舉黨書記，遭控誹謗案
- 2005年-原南方都市報總經理喻華峰向最高法院上訴案
- 2004年-愛新覺羅·啟笛訴中央人民廣播電台案
- 2004年-張西德訴《中國農民調查》作者陳桂棣和吳春桃夫婦案
- 2004年-李曉華訴《21世紀經濟報道》案
- 2003年-廣州華僑房屋開發公司訴《中國改革》雜志社案
- 2001年-方竹筍勞教案

其他案件
- 2003年-余秋雨訴肖夏林侵害名譽權案

### 談台灣
浦志強接受中央社專訪表示，沒去過台灣，但從媒體知道許多台灣事，他認為「台灣的今天，應該就是大陸的明天」，而那個符合普世價值的「明天」，是需要大家不斷爭取與耐心等待的。

### 實名舉報周永康
浦志強2011年12月公開抨擊時任中共中央政治局常委、中央政法委書記周永康及維穩模式。2013年2月6日，他再透過新浪、騰訊和搜狐三大博客實名舉報周永康禍國殃民、荼毒天下，「實民賊也」。他批評十年來的維穩不講秩序、法律，「使公權力、司法的信用下降到了極點」、「維穩是中國不穩定的最大的一個禍患」；浦並向美國之音表示，維穩十年中，中國的社會矛盾沒有一項真正得到解決，例如六四問題、法輪功問題、征地拆遷所引起的與民爭利問題、環境破壞問題、公平和秩序問題；BBC則指出，近年中國社會動蕩顯著增加。2011年約發生18萬起民眾抗議事件，涉及廣泛議題包括腐敗、政府搶奪土地及警察使用酷刑，多與維穩措施違法擴權有關。他強調，若中國想走出維穩的陰影，必須清算周過去十年「社會治安綜合治理模式」，並建立法治社會和憲政治國。他指「中國最應該樹立的是司法權威，而不是黨的權威。」他的博文受網友廣泛轉載，但新浪網已刪除，其帳號也被封殺。他對外表示，公開舉報後，目前人身安全並未受威脅。周永康最终在2013年12月1日被中央纪委调查，并于2015年6月11日被判处无期徒刑。
BBC引述中國民眾江卓在微博的支持文表示，「周永康問題在海外已是天大公開話題，現在終於爆發。世紀改革大轉變，就是要有歷史的清算！」維權人士胡佳也在推特以個人受迫害證據聲援，胡在2007年發文指「周永康應被送上絞架」，中共2008年以此為證據定其「煽顛罪」。

浦志強2月6日舉報周永康後，9日浦在微博帳號「復活」報平安，10日浦稱要「大年初一許個願：堅持挺一年，力爭超越自己，熬到粉絲過十萬，我XX的再舉報個更大的。」浦表示「更大的」「至少是聯合國的，秘書長級往上！」「多大的老虎？一定要是噁心我們好多年的虎王！」13號，浦的新浪微博再次遭封殺。有媒體分析認為，「更大」是指江澤民，浦志強的舉動讓中共高層陷入進退兩難境地。

### 六四研讨会被捕
香港星島日報和福州东南快报報道，2014年5月6日六四天安门事件二十五周年前夕，繼高瑜被刑事拘留之後，北京著名維權律師浦志強近日也和外界失去聯繫，內地多名律師在互联网「尋人」。有消息稱浦志強前晚（四日）深夜被有關人員帶走，其寓所昨晚「被抄家」。失聯前一天，浦志強在北京參加了由教授学者、律师、天安门母亲等10多位人士与会的「六四紀念研討會」，与会者表示：六四不是「暴乱」，呼吁当局调查六四天安门事件真相，还原历史本来面目，合理解决遗留问题。中國律師斯偉江向BBC中文網證實，浦志強被北京市公安局海淀分局刑事拘留，罪名是「尋釁滋事」，目前被關押在北京市第一看守所。同样参加“六四研讨会”被传唤和刑拘的还有异议人士胡石根﹑时年67岁的学者徐友渔、80后作家刘荻以及北京电影学院教授郝建，也都是因“寻衅滋事”关押在北京市第一看守所。据报道，中共当局在六四事件25周年临近之际加大维稳力度。中国维权人士胡佳称2014年「六四」维稳是近10年之最，当局只是希望藉带走或刑拘浦志强等人以阻吓民众悼念六四事件。5月6日人权观察表示，中国政府应该立即撤销对著名人权律师浦志强的检控，说明记者高瑜的状态，并释放其他因为纪念1989年6月4日天安门屠杀而被捕的维权人士。香港团体社民连前往中联办抗议出版商姚文田被重判十年，并呼吁要求北京当局释放因参加“六四研讨会”而被捕的五人，梁国雄认为几个人只在一个房间里开个讨论竟然会“寻衅滋事”，是很荒谬的事情。现年87岁的张思之大律师担任浦志强案的辩护律师。6月13日，浦志强因涉嫌寻衅滋事罪、非法获取公民个人信息罪被北京市公安局逮捕；而据一些人士透露，“非法获取公民个人信息罪”是指协助记者调阅周滨（中共前常委周永康长子）家族的企业注册资料。随后国际特赦组织发表声明称，对浦志强的指控是“捏造的”，“中国当局必须停止对维权人士的迫害”。

### 2015年被指控和判刑
- 2015年5月15日，北京市人民检察院第二分院以被告人浦志强涉嫌煽动民族仇恨罪、寻衅滋事罪依法向北京市第二中级人民法院提起公诉。
  - 起诉书指控：被告人浦志强利用信息网络，先后多次发布微博，煽动民族仇恨，情节严重；公然辱骂他人，情节恶劣，破坏社会秩序，依法应当追究其刑事责任。[30]

- 浦志强案于12月14号周一上午9点，在北京市第二中级人民法院第六法庭开庭。場外也有許多支持者到場，美国驻中国大使馆政治处副处长白丹利和欧盟的官员也到了现场，并在法院外对媒体发表谈话，对浦志强案的审判表示关切。
  - 佔據機動車道的抗議者與部分前去交通管制的便衣員警發生口角衝突，至少有一名外国记者被推倒在地。[來源請求]
  - 事後，驻华外国记者协会发表声明，谴责北京警察骚扰和粗暴对待海外媒体及其中国籍雇员。声明说，这种震慑新闻采访的行动完全违反中国政府有关外国记者的规定，根据有关规定，任何人只要本人同意，就可以接受媒体采访。浦志强妻子孟群作为其唯一的家属到场旁听，此案将择期宣判。[31]

- 12月22日上午，北京市第二中级人民法院宣布被告浦志强判有期徒刑3年、缓刑3年確定，即表示未來三年監管期間表現良好將可免除入獄，浦本人表示不上訴，当天下午他离开被关押了1年7个月的看守所；浦志强的律师莫少平在判决后对法院外的香港媒体说，对浦获相對較輕的缓刑感到高兴，只要浦志强能走出看守所他都感到欣慰，但他强调浦志强无罪，浦志强重申了認錯不認罪的個人主張。国际特赦组织和人权观察則对浦志强获刑表示司法不公[32][33]。
  - 環球時報评论則對此反駁，表示浦不上诉是他和代理律师接受这一判决的标志性信号。其署名单仁平的评论文章認為西方批评是价值观优先的，没有考虑中国法律与浦案判决的契合度。文中強調，言论自由是中国宪法规定的权利，中国有权根据自己的国情划设言论自由边界；判决是依照中国法律和证据的。[34]

- 浦志强的缓刑刑期从2016年1月2日起到2019年1月1日期满。他于2019年1月1日透过推特帐户发消息说，丰台新村司法所当天十点宣告对他解除社区矫正，接下来将对他“施以三年的继续帮教”[35]。

## 获得的荣誉
2013年11月荣获中国大陆网站网易“英雄盛典”年度大奖。颁给浦志强的推荐理由为：
“浦志强——从重庆到唐山，他揭去了不合法的劳教制度最后一片遮羞布，一记重拳让劳教所的围墙轰然倒塌。他传承着道义江湖古老的传统，为他人抗争，也为自己抗争。他是个侠客，然后才是律师，仗义行走天下，用法律抱打不平，争取言论自由的空间。他懂政治，讲技巧，法律‘稀里糊涂’，但坚持原则，有了别人无法复制的成功。”

## 外部連結
- 在WorldCat聯合目錄內的著作: Worldcat - 浦志强 （页面存档备份，存于）
- 浦志强的X（前Twitter）
- YouTube上的浦志强頻道
- 艾未未工作室《老媽蹄花》 （页面存档备份，存于）
- 中国数字时代浦志强专题 （页面存档备份，存于）